# Manuel de Faria e Sousa
Manuel de Faria e Sousa (Felgueiras, Pombeiro de Ribavizela, 18 de março de 1590 — Madrid, 3 de junho de 1649) foi um fidalgo, humanista, escritor, poeta, crítico, historiador, filólogo e moralista português. As suas obras foram quase todas escritas em língua castelhana, pátria que adoptou. Foi Comendador da Ordem de Cristo.

## Biografia
Nascido na Quinta da Caravela numa família ilustre da velha aristocracia portuguesa, conforme as notas do Nobiliário do Conde D. Pedro, "os Farias teriam tido origem num Fernandes Pires de Faria, alcaide-mor de Miranda, em tempos de D. Afonso III, ou, mais seguramente, num seu filho, Nuno Gonçalves de Faria. A este veio a suceder na sua casa um filho segundo, Álvares Gonçalves de Faria, que foi pai de João Álvares de Faria, combatente de Aljubarrota, a quem de facto Fernão Lopes menciona. Casado este, teve pelo menos dois filhos, Álvaro de Faria (comendador de Avis) e Afonso Anes de Faria." Este foi antepassado de Estácio de Faria, o qual "serviu nas armadas com o governador da Índia Diogo Lopes de Sequeira, teve ofício na fazenda do Brasil, foi douto em letras, ”gastou mais que juntou”, e teve vários filhos. De sua mulher Francisca Ribeira, dos Senhores do Couto do Pombeiro (Pombeiros de Ribavizela) teve Dona Luísa de Faria, sua mãe, casada com seu Pai, Amador Pires de Eiró, Senhor da Quinta da Caravela ”e mestre de seus filhos”, de Manuel de Faria e Sousa".
Estudou nos seminários de Braga para seguir a carreira eclesiástica, mas acabou por recusar esse caminho, casando com D. Catarina Machado, "filha de Pedro Machado, contador da Chancelaria do Porto, e de Catarina Lopes de Herrera, que o genro declara sepultada na Sé daquela cidade, e teve entre outros filhos a Pedro de Faria e Sousa, capitão da infantaria espanhola, na Flandres, que em Madrid casou com Dona Luísa de Nárvaez", da primeira nobreza espanhola, dos Condes de Rojas. Este seu filho após a morte do pai em Madrid, logo veio para Portugal onde "foi muito bem recebido por D. João IV, e viria a ser o preparador, para publicação, de grande parte da enorme massa de inéditos do eminente polígrafo."
D. Manuel de Faria e Sousa aos catorze anos entrou ao serviço dum amigo do seu pai, D. Gonçalo de Morais, Bispo do Porto, frequentando a escola episcopal, onde aprendeu História, Artes, Literatura, etc. Aí escreveu poesias que foram admiradas, e entrou em relação com altas figuras da época.
Em 1618 morre seu padrinho, tem ele 27 anos, e tem que regressar a Pombeiro, para gerir a sua Casa, com sua mulher e dois filhos.
Mas apenas um ano mais tarde encontra novo protector, e parte para Madrid com a função de secretário particular do conde de Muge, Pedro Álvares Pereira, secretário de estado de Filipe II de Portugal. Aprende rapidamente o castelhano, e passado três anos, publica poesia nesta última língua, que vem a ser sua língua de predileção.
À morte do seu novo padrinho, D. Manuel já gozava de grande notoriedade. Veio a ser então Secretário de Estado do Reino de Portugal, cargo que desempenhou em Lisboa, e depois secretário de Manuel de Moura Corte-Real, embaixador de Filipe IV de Espanha em Roma, com quem se malaquistaria e acusaria de deslealdade para com o rei e de sodomia.
Por essa altura e após a Restauração da Independência de Portugal, em 1644-1646, reedita «Fuente de Aganipe», cuja 1/ parte vem dedicada a Félix Machado da Silva Castro e Vasconcelos, marquês de Montebelo, em casa de quem ele e a esposa viviam em Madrid, um pouco como de esmola do parente rico, desde 1643 — albergue que se cifra na colaboração na edição do «Nobiliário do conde D. Pedro» e d´ «Os Lusíadas».
Teve vasta descendência, (famílias Botelhos de Morais Sarmento - Conde de Armamar e Guarda-Mores do Sal de Setubal-, Vasconcelos e Sá, Cabrais - de Évora -, Condes da Ervideira, Picão Caldeira, etc.) estando a sua representação genealógica e chefia na família Botelho de Morais Sarmento. Os seus restos mortais foram transladados para o Mosteiro de Pombeiro em 1660, onde repousam, sob uma laje, à direita do altar-mor.

## O autor
Foi "um dos homens mais eruditos do seu século, gosando por aquelles tempos de uma elevadíssima reputação litterária que, longe de conservar-se intacta, diminuiu consideravelmente com o correr dos annos, e com o progresso do bom gosto e dos estudos criticos", diz dele Inocêncio Francisco da Silva. Juízo negativo que está hoje bem temperado por certos eruditos portugueses de relevo como Jorge de Sena, José Hermano Saraiva, e ainda Esther de Lemos, que apesar de não negar certas irregularidades e fantasias de Faria, não lhe negam sua grande autoridade e profundo conhecimento de Camões.
D. Manuel de Faria e Sousa, apesar de escrever quase tudo em castelhano, escreveu a maior parte da sua obra em relação a Portugal. À sua escolha dessa língua deve-se o facto de durante a maior parte da sua vida Portugal fazer parte integrante do Reino de Espanha, e da língua castelhana ser consideravelmente mais divulgada em Europa que a portuguesa: para dar a conhecer as façanhas dos portugueses, e mesmo a grande obra do "seu poeta" Camões, entendeu certamente que era a melhor solução.
A sua obra, a par da sua própria poesia, torna quase toda em volta dos descobrimentos portugueses, e da figura de Camões.
A ele se deve o primeiro estudo qualificado sobre a vida e obra do grande poeta. Para conferir a Camões o estatuto que hoje lhe reconhecemos, Faria e Sousa teve de enveredar e persistir na investigação para vencer as opiniões da época que criticavam a estrutura, inspiração e a qualidade d’Os Lusíadas.
Hoje, como o dá a entender mais acima Inocêncio Francisco da Silva, Manuel de Faria e Sousa, apesar de ser sempre uma figura incontornável da investigação Camoniana, é considerado como um grande falsificador dessa obra, juntando-lhe poemas que não eram da sua autoria mas que considerava de alto nível, e que por consequente – segundo ele – só podiam ter sido escritos pelo seu poeta; ou até forjando ele mesmo alguns deles para a grande obra, ou rectificando alguns autênticos, quando lhe parecia necessário... Mas as proporções dessas manipulações, e a sinceridade de Faria, são ainda hoje tema de debate dos investigadores.
O maior elogio a Faria e Sousa, como crítico literário, encontra-se em Lope de Vega: "assi como Luiz de Camoens es príncipe de los poetas que escrivieron en idioma vulgar, lo es Manuel Faria de los commentadores en todas lenguas."

## Obra
- Muerte de Jesus y llanto de Maria. madrid, 1623
- fabula de Narciso e Echo. Lisboa, 1623. Em português
- Divinas e humanas flores. Madrid, por Diego Flameco 1624
- Noches claras. Madrid, por Diego Flameco 1624
- Fuente de Aganipe y Rimas varias. Madrid, por Carlos Sánchez Bravo 1644 (?) y 1646. Poesias em português e castelhano. Em sete partes:

1. 600 sonetos
2. 12 "poemas em outava rythma, silvas e sextinas[4]"
3. por "centurias": canções, odes, 200 madrigaes, sextinas e tercetos
4. 20 eclogas
5. redondilhas, glosas, cantilenas, decimas, romances e epigramas
6. "Musa nueva" com sonetos, oitavas, tercetos, canções, etc. reduzidos a versos octosilabos
7. "Engenho" de acrostichos, esdrúxulos, ecos, etc.

"Todas as sete partes são precedidas de discursos cheios de erudição, acerca das especies de poesia que cada uma compreende."
- Epithalamio de los casamientos de los señores Marqueses de Molina. Saragoça, 1624
- Epitome de las historias portuguesas. Madrid, por Francisco martinez 1628

"É a mesma obra que o auctor refundiu e ampliou com o titulo de "Europa portuguesa".
- Escuriale por Jacobum Gibbes Anglum. Madrid, 1658. tradução em castelhano duma descrição do Escurial em latim.
- Lusiadas, de Luis de Camoens, principe de los poetas de España. Comentadas. Madrid, por Juan Sanches, 1639.[5]

"Diz Faria e Sousa, que começára esta obra em 1614, e que n'ella consumira vinte e cinco annos, examinando mais de mil auctores, e entre estes trezentos italianos. Apesar do applauso com que a obra foi recebida, alguns inimigos de Faria (entre os quais figurava D. Agostinho Manuel de Vasconcelos, estimulado contra elle em razão de contendas litterarias que traziam entre si) o foram denunciar á Inquisição de Castela, acusando certos lugares da obra de menos catholicos, e requerendo a sua condemnação. Como porém aquelle tribunal não attendesse as suas queixas, voltou-se D. Agostinho para a Inquisição de Lisboa, e conluiando-se com Manuel de Galhegos e Manuel Pires d'Almeida, também emulos e inimigos de Faria, todos juntos apresentaram um libello, em que se renovavam as acusações. Afinal os Commentarios foram mandados examinar, resultando ser-lhes levantada a prohibição que de principio se lhes impuzera. Manuel de Faria intimado para responder às accusações, compoz em quinze dias, segundo elle affirma, uma defeza que fez imprimir, com o título:"
- Informacion a favor de Manuel de faria y sousa etc., 1640
- Peregrino instruido
- Imperio de la China e cultura evangelica en el, etc.
- Nenia: poema acrostico a la reyna de España D. Isabel de Bourbon. Madrid, 1644
- Nobiliario del Conde de Barcellos D. Pedro, hijo delrey D. Dionis de Portugal, traducido' etc. Madrid, 1646

### Edições Postumas
- El gran justicia de Aragon Don Martin Baptista de Lanuza. Madrid, 1650
- Asia Portuguesa. 3 tomos:

1. Lisboa, Henrique Valente de Oliveira, 1666 : História da Índia, desde o seu descobrimento até o ano de 1538.
2. Lisboa, Antonio Craesbeeck de Mello, 1674 : História da Índia, de 1538 a 1581.
3. Lisboa, ibidem, 1675: História da Índia, durante a dominação castelhana (1581 - 1640).

- Europa Portuguesa. 3 tomos:

1. Lisboa, Antonio Craesbeeck de Mello, 1678 : Do diluvio universal ao Portugal com rei Próprio.
2. Lisboa, Ibid, 1679: Governo do Conde D. Henrique ao fim do reino de D. João III.
3. Lisboa, Ibid, 1680: Do rei D. Sebastião até Filipe III de Portugal.

- África Portuguesa. Lisboa, Antonio Craesbeeck de Mello, 1681: História desde as conquistas de D. João I até o ano de 1562.
- Rimas varias de Luis de Camoens, etc. comentadas. Lisboa, Theotonio Damaso de Mello, 1685.